# La máscara del ángel
La máscara del ángel é uma telenovela mexicana, produzida pela Televisa e exibida em 1964 pelo Telesistema Mexicano.

## Elenco
- María Rivas
- Guillermo Murray
- Patricia Morán
- Fernando Mendoza
- Jorge Mondragón
- Maruja Grifell